# 高羊茅
高羊茅（学名：Festuca elata）为禾本科羊茅属下的一个种。

## 扩展阅读
- 維基物種上的相關：高羊茅